# Tairov Ta-3
Il Tairov Ta-3 (in russo Таирова Ta-3?, Tairova Ta-3) era un aereo monoplano e bimotore, progettato da Vsevolod Konstantinovič Tairov sul finire degli anni trenta del XX secolo. Progetto elaborato in seno al Dipartimento Sperimentale di Progettazione delle industrie di stato dell'Unione Sovietica (in russo «Опытно Конструкторское Отдел», traslitterato in «Opytno Konstruktorskoe Otdel» da cui la sigla «OKO») era noto anche come OKO-6.
Progettato per fungere principalmente come caccia di scorta, secondo i piani progettuali avrebbe potuto essere impiegato anche come velivolo da attacco al suolo.
Condizionato da ritardi nello sviluppo dei motori che avrebbe dovuto impiegare, dalla decisione di avviare il trasferimento degli impianti produttivi a seguito dell'invasione tedesca dell'Unione Sovietica e dalla morte del suo progettista, lo sviluppo del velivolo fu abbandonato prima che potesse giungere alla produzione in serie.

## Storia del progetto
Il progetto del Ta-3 (OKO-6) nacque sostanzialmente in contemporanea a quello di altri velivoli dalle stesse caratteristiche (quali il MiG DIS, il Polikarpov TIS e il Grushin Gr-1) e fu prevalentemente incentrato su due requisiti fondamentali: l'elevata velocità e la potenza di fuoco offensiva.
In particolare il raggiungimento di elevati valori di velocità massima fu affidato all'impiego di due motori da circa 1 000 hp (746 kW), per equipaggiare una cellula paragonabile (per lunghezza ed apertura alare) a quella del monomotore Hawker Hurricane. Il risultato fu quello di un bimotore dalle dimensioni contenute e dalla sezione trasversale ridotta ma caratterizzato dal considerevole carico alare. La costruzione del prototipo dell'OKO-6 fu autorizzata dal Consiglio dei commissari del popolo dell'URSS (Sovet Narodikikh Komitet SSSR, SNK-SSSR) il 29 ottobre 1938. Il progetto di base del Ta-3 fu completato nel dicembre dello stesso anno, e ne fu costruito un mock-up che fu sottoposto alla commissione governativa il 3 gennaio 1939. La commissione esaminatrice richiese una modifica del disegno dell'OKO-6, e una volta approvato quello definitivo il 16 febbraio 1939, il 9 marzo successivo la costruzione venne affidata alla Zavod 43 di Zhytomyr (Ucraina). Il 29 luglio fu richiesta la costruzione di due prototipi, il primo dei quali doveva essere completato per iniziare i collaudi entrl il mese di ottobre.
Il primo prototipo dell'OKO-6 uscì di fabbrica l'8 dicembre 1939 e fu trasferito presso il Centro sperimentale di aerodinamica (TsAGI) di Stakhanovo dove il 31 dicembre iniziò i rullaggi sulla pista di volo. Il prototipo andò in volo per la prima volta il 21 gennaio 1940 nelle mani del pilota collaudatore Alekseji I. Emelyanov. I collaudi terminarono l'8 luglio dello stesso anno, e il velivolo fu portato presso la Zavod 81 di Mosca-Tušino per correggere alcuni problemi riscontrati durante i voli di prova. La velocità massima registrata dal prototipo equipaggiato con i propulsori M-88 fu di 567 km/h a 5.550 m contro i previsti 650-700 km/h, e l'aereo aveva scarsa stabilità longitudinale. L'analisi dei risultati delle prove, compiuta congiuntamente dai rappresentanti del commissariato del popolo per l'industria aeronautica e dell'aeronautica militare sovietica, portò a chiedere di impiegare motori più potenti e modifiche all'impennaggio; peraltro furono pianificate la produzione di dieci esemplari entro la fine del 1940 e l'organizzazione della produzione in serie del velivolo nell’impianto industriale numero 43.
Il lavoro di aggiornamento del velivolo comportò il passaggio dal classico impennaggio monoderiva a uno di tipo bideriva (dopo aver scartato la soluzione a deriva tripla), mentre per quanto riguarda i motori si ricorse ad una versione potenziata dell'originario M-88, la M-88R da 1.000-1.100 CV, dotata anche di sistema di riduzione per migliorare l'efficienza dell'elica. Le modifiche sul primo prototipo vennero completate a Tušino il 23 agosto, senza registrare alcun miglioramento complessivo delle prestazioni. Il secondo prototipo, designato OKO-6bis/T-1, il secondo fu completato l'11 settembre 1940, e venne trasferito allo TsAGI il 1 ottobre. Il 28 di quello stesso mese il collaudatore Emelyanov iniziò i rullaggi veloci, andando in volo per la prima volta il 31 ottobre. Le prime prove diedero risultati nel complesso soddisfacenti, facendo registrare velocità di 477 km/h al suolo e di 590 km/h a 7000 m di quota Al 14 gennaio il Tairov T-1 (nuova designazione dello OKO-6) aveva compiuto 45 voli quando si registrò un incidente: improvvisamente si arrestò un motore e ciò costrinse Emelyanov ad un catastrofico atterraggio di emergenza. Il velivolo andò completamente distrutto, mentre il pilota, grazie alla blindatura dell'abitacolo, sopravvisse. Il costruttore Tairov fece presente alle autorità sovietiche che senza ulteriori prototipi era impossibile completare il programma di collaudi di un velivolo che, in 120 voli complessivi, aveva dimostrato buone potenzialità.
L'incidente non fece in ogni caso abbandonare lo sviluppo del velivolo, ma le autorità ministeriali presero nel giro di breve tempo diverse decisioni importanti: chiesero a Tairov di realizzare due nuovi esemplari modificati e denominati Ta-3, ne trasferirono la produzione nel nuovo impianto numero 483 e disposero di abbandonare lo sviluppo del modello denominato OKO-8, dotato di due motori a V M-37, affinché il lavoro del progettista fosse concentrato su un solo modello.
Mentre il Ta-1 (OKO-6bis) si rivelò impossibile da riparare, il primo prototipo (OKO-6) fu portato al nuovo standard Ta-3, sia adottando le modifiche alla fusoliera già apportate sul Ta-1 sia impiegando i nuovi motori M-89 in grado di sviluppare la potenza di 1 300 hp (969 kW) al decollo e di 1 150 hp (858 kW) a 7000 m di quota. Il primo prototipo dell'OK O-6 così modificato, designato Ta-3, uscì di fabbrica il 28 aprile 1941 e i collaudu si svolsero a Zhukovsky tra il 12 maggio e il 13 luglio nelle mani del collaudatore Yuri K. Stankevich.
Durante le prove di volo l'aereo mise in luce buone prestazioni, e raggiunse una velocità massima di 580 km/h a 7.100 m dimostrandosi più facile da manovrare rispetto al MiG-3, ma manifestò anche alcuni fattori critici: nel processo di sviluppo il peso era cresciuto sensibilmente e, malgrado la potenza dei motori, a causa dell'elevato carico alare la velocità in fase d'atterraggio risultava piuttosto elevata (tra i 140 e i 150 km/h) mentre la velocità di punta si era addirittura ridotta; allo stesso tempo i motori, ancora nella fase di sviluppo, risultarono un altro elemento fonte di problemi, ma in ogni caso l'esito ultimo dei test vide le autorità raccomandare l'avvio della produzione in serie del Ta-3.
Nel frattempo, però, l'invasione dell'Unione Sovietica da parte delle truppe tedesche rese necessario rivedere le caratteristiche dell'aereo che, per poter operare da campi di volo ora situati nelle retrovie, non era dotato della sufficiente autonomia. La rivisitazione del progetto avrebbe richiesto tempo già in condizioni ottimali, ma gli eventi precipitarono: nel mese di ottobre del 1941 il governo decretò l'evacuazione degli impianti industriali ed il loro dislocamento in zone lontane dal fronte, al di là degli Urali e il giorno 29 di quello stesso mese Vsevolod Tairov perse tragicamente la vita in un incidente occorso mentre era in volo da Mosca verso Kujbyšev, dove sarebbe stato trasferito il suo ufficio di progettazione.
Il lavoro di revisione del progetto fu in ogni caso ultimato nel maggio del 1942 quando il Ta-3, ora denominato Ta-3bis, fu nuovamente in grado di affrontare le prove di volo; il risultato non fu particolarmente brillante (in particolare l'aereo risultava piuttosto faticoso da pilotare, soprattutto sulle lunghe distanze), ma il processo produttivo sarebbe stato piuttosto agevole e la sostituzione dei motori M-89 (ancora assillati da problemi) con gli M-82 sembrava una soluzione ragionevole e di facile percorribilità.
Nel frattempo, tuttavia, le vicende belliche avevano dimostrato che non vi erano particolari necessità di un aereo come il Ta-3 poiché i più grandi bombardieri sovietici operavano prevalentemente di notte quando i caccia di scorta non potevano essere di grande aiuto mentre i bombardieri tattici operavano su distanze più ridotte e potevano essere scortati da più agili e veloci caccia monomotore. Si preferì così adattare al ruolo l'esistente Petlyakov Pe-3 piuttosto che dedicare ulteriori risorse a nuovi velivoli e il progetto del Ta-3 e quelli dei suoi diretti concorrenti furono definitivamente accantonati.

## Tecnica

### Cellula
Il Tairov Ta-3 era un aereo bimotore, monoplano ad ala media e monoposto. La fusoliera era realizzata in tre sezioni, con l'impiego di diversi materiali: nella parte anteriore la cabina di pilotaggio era costituita da pareti in duralluminio, nella parte frontale da una blindatura dello spessore di 8 mm mentre dietro al pilota era presente una seconda parete blindata spessa 13 mm. La parte inferiore dell'abitacolo era costituita da un foglio d'acciaio da 5 mm a protezione dalle esplosioni dei cannoni disposti al di sotto del velivolo. Il cupolino era completamente vetrato e si apriva scorrendo verso il posteriore dell'aereo.
Il cono di prua era in Elektron ed imbullonato all'abitacolo; conteneva una luce e una mitragliatrice ShKAS ed era dotato di un'apertura laterale per la manutenzione. La parte posteriore della fusoliera era una monoscocca in legno; anch'essa era imbullonata alla cabina di pilotaggio e terminava in un impennaggio a doppia deriva in duralluminio; le superfici mobili erano realizzate in Elektron e ricoperte in tela.
L'ala era realizzata con doppio longherone in acciaio al cromo e centine in duralluminio; il rivestimento era in duralluminio tranne che sui bordi d'entrata e sulle estremità dove era invece impiegato nuovamente l'Elektron.
Il carrello d'atterraggio era di tipo classico con gambe anteriori monoruota che si ritraevano nella parte posteriore delle gondole dei motori, lasciando parzialmente esposta parte delle ruote; il ruotino di coda era completamente retrattile.

### Motori
Il progetto dell'OKO-6 nacque nella previsione di impiegare i motori Tumanskij M-88, unità radiale a 14 cilindri raffreddati ad aria, in grado di sviluppare la potenza di 1 000 hp (746 kW) ciascuno; sul primo esemplare prodotto i due motori azionavano eliche tripala metalliche cui conferivano movimento controrotante (il motore destro con senso antiorario, il sinistro in senso orario). Caratteristica particolare del velivolo erano le dimensioni generose dell'ogiva delle eliche, definite addirittura apparentemente sproporzionate. Dopo le prime prove, al fine di migliorare l'efficienza delle eliche fu deciso di adottare un sistema di demoltiplica del numero dei giri rispetto a quelli dell'albero motore.
Nella configurazione che prese il nome definitivo di Ta-3 i due motori furono sostituiti da due più potenti Tumanskij M-89 (evoluzione del precedente, da 1 300 hp (969 kW) ciascuno. Questi motori tuttavia erano ancora in fase di sviluppo e manifestarono diversi problemi sia nell'usura (frequente il rilascio di schegge metalliche nell'olio lubrificante) che nel bilanciamento funzionale (con produzione di vibrazioni durante il funzionamento).
L'ultima soluzione prevista, rimase solamente un suggerimento: venne raccomandato l'utilizzo di più affidabili motori M-82 (anch'essi radiali a 14 cilindri, capaci di circa 1 700 CV (1 250 kW), ma nel frattempo fu deciso l'abbandono del progetto del velivolo e non risulta siano state effettuate prove in tal senso.

### Armamento
Invariata durante tutto il corso dello sviluppo dell'aereo, la dotazione offensiva del Tairov Ta-3 era costituita da due mitragliatrici ShKAS (calibro 7,62 mm, con un serbatoio da 400 proiettili ciascuna) disposte nella parte superiore della prua e da quattro cannoni (calibro 20 mm, con 200 proiettili ciascuno) collocati sotto la fusoliera in corrispondenza delle ali. Era però prevista una soluzione alternativa che prevedeva l'impiego di due cannoni da 20 mm ed uno da 37 mm.

### Annotazioni
1. ↑  Il sistema di nomenclatura dei velivoli che prevedeva l'utilizzo delle prime lettere del cognome del responsabile del progetto, fu introdotto ufficialmente dalle autorità sovietiche nel marzo del 1942.
2. ↑  In russo «Государственный Авиационный Завод» (ГАЗ), traslitterato in «Gosudarstvennyj Aviacionnyj Zavod» («GAZ»).
3. ↑  Le fonti tuttavia non indicano né il tipo di arma né la rispettiva disposizione nel velivolo.

### Fonti
1. ↑  Gordon, Khazanov, e Medved, 1999, p. 163.
2. 1 2 3 4 5 6 7 8 9 10 11 12  Gordon, Khazanov, e Medved, 1999, p. 37.
3. ↑  Sgarlato 2021, p. 15.
4. 1 2 3 4 5 6 7 8 9 10 11 12  Sgarlato 2021, p. 16.
5. 1 2 3 4 5 6 7 8 9 10 11 12 13 14  Gordon, Khazanov, e Medved, 1999, p. 38.
6. ↑  Gordon, Khazanov, e Medved, 1999, p. 39.
7. 1 2 3  Таиров Та-3, in "Уголок неба (Angolo di Cielo)".